# Fengmu, Hainan
Fengmu är en köpinghuvudort i Kina. Den ligger i provinsen Hainan, i den södra delen av landet, omkring 99 kilometer söder om provinshuvudstaden Haikou. Antalet invånare är 13 452. Befolkningen består av 6 259 kvinnor och 7 193 män. Barn under 15 år utgör 23,0 %, vuxna 15-64 år 68 %, och äldre över 65 år 7,0 %.
Runt Fengmu är det ganska tätbefolkat, med 199 invånare per kvadratkilometer. Närmaste större samhälle är Tuncheng, 19,5 km nordost om Fengmu. I omgivningarna runt Fengmu växer huvudsakligen savannskog.
Genomsnittlig årsnederbörd är 2 294 millimeter. Den regnigaste månaden är september, med i genomsnitt 368 mm nederbörd, och den torraste är januari, med 20 mm nederbörd.